# Ramón Otero Pedrayo

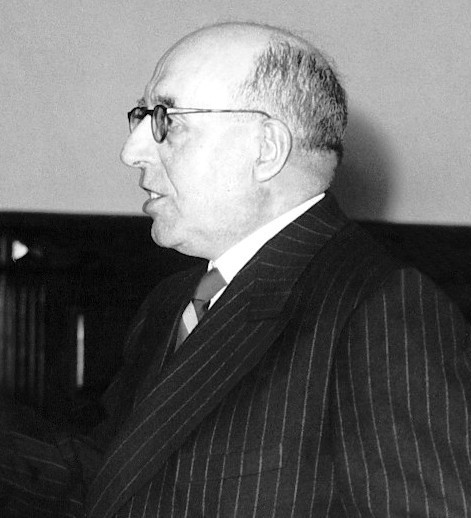
Ramón Otero Pedrayo

Ramón Otero Pedrayo (* 5. März 1888 in Ourense; † 10. April 1976 ebenda) war ein spanischer Schriftsteller, der in galicischer Sprache schrieb.

## Leben
Otero studierte in Madrid und Santiago de Compostela Jura, Philosophie und Literatur. Nach seiner Rückkehr nach Ourense wurde er Mitarbeiter der Zeitschrift La Centuria und zählte neben Vicente Risco, Florentino Cuevillas und Primitivo Rodríguez Sanjurjo zu einer Gruppe junger Schriftsteller, die sich unter dem Einfluss Antón Losada Diéguez’ der galicischen Nationalbewegung anschlossen. Er unterrichtete Geschichte Geographie und Geschichte am Seminario de Estudos Galegos und debütierte 1925 als Schriftsteller mit einer Sammlung von Kurzgeschichten unter dem Titel Pantelas, home libre.
Es folgten weitere Prosawerke, darunter Camiños da vida (1928) und der autobiographische Roman Arredor de sí (1930). Daneben war Otero weiterhin politisch aktiv: er betätigte sich als Redner, war Mitbegründer der Partido Galeguista und wurde 1931 in die verfassungsgebende Versammlung gewählt. Er setzte sich 1936 für die Frente Popular ein und zog sich während des Spanischen Bürgerkrieges auf den Besitz seiner Familie in Trasalba in der Gemeinde Amoeiro zurück.
1950 erhielt Otero einen Lehrstuhl für Geographie und Geschichte an der Universidade de Santiago de Compostela. Er nahm an der Gründung des Editorial Galaxia teil, schrieb für deren Sammlung Entre a vendima e a castiñeira und verfasste Beiträge für die Zeitschrift Grial. Otero hinterließ ein umfangreiches erzählerisches Werk, trat aber auch als Lyriker hervor, war ein namhafter Essayist und galt als wichtiger Vertreter des galicischen Widerstandes während der Francodiktatur. Als er 1976 achtundachtzigjährig starb, war er der Patriarch der galicischen Literatur. Neben Risco, Afonso Daniel Rodríguez Castelao und Losada Diéguez wird Otero zur Grupo Nos gezählt.

## Werke
- Pantelas, home libre (1925)
- Arredor de sí
- Entre a Vendimia e a Castiñeira
- Ramiro (1926)
- Escrito na néboa (1926)
- Os Camiños da vida (1928)
- Arredor de sí (1930)
- A romería de Xelmírez (1934)
- Fra Vernero (1934)
- Devalar (1935)
- O mesón dos ermos (1936)
- O señorito da Reboraina (1960)